# 출판의 자유
출판의 자유(出版의自由, 영어: freedom of the press, freedom of the media)란 인민에게 사실을 알리는 행위의 자유이다.

## 같이 보기
- 인터넷 검열
- 탐사보도
- 언론통제
- 뉴스 엠바고
- 사전검열
- 버지니아 권리 장전
- 세계 언론 자유의 날